# Igor Szmakow
Igor Igoriewicz Szmakow ros. Игорь Игоревич Шмаков - (ur. 9 września 1985 w Lipiecku, zm. 6 października 2011 w Monachium) – rosyjski aktor.

## Życiorys
W 2007 ukończył studia aktorskie w Instytucie Teatralnym im. Borysa Szczukina w Moskwie. Na scenie zadebiutował rolą Renzo w spektaklu Zielony ptak Carlo Gozziego. Po ukończeniu studiów rozpoczął pracę w Moskiewskim Teatrze Satyry.
W 2004 wystąpił po raz pierwszy na dużym ekranie w filmie Na Wierchniej Masłowce (reż. Konstantin Chudiakow). Pierwszy raz w głównej roli pojawił się na ekranie w 2010, jako sierżant Silantiew w filmie Mgła. Zagrał w 15 filmach.
W 2010 u Szmakowa zdiagnozowano białaczkę. Zdecydowano się na chemioterapię i przeszczep szpiku kostnego w klinice w Monachium. Kilka dni po przeszczepie aktor zmarł. Został pochowany na Cmentarzu Trojekurowskim w Moskwie.
Jego żoną była Elena.

## Filmografia
- 2004: Na Wierchniej Masłowce
- 2005: Kułagin i partnerzy
- 2006: On, ona i ja
- 2008: Admirał jako żołnierz
- 2008: Bracia-detektywi jako Rusłan Prigożin
- 2009: Jedna rodzina jako Walerij
- 2009: Platina-2 jako porucznik Gordiejew
- 2010: Mgła jako sierżant Piotr Silantiew (Patron)
- 2010: Bumerang z przeszłości jako Roman
- 2010: Spaleni słońcem 2 jako Gosza